# Guilherme de Hirsau
Guilherme de Hirsau (em latim: Wilhelmus Hirsaugensis; em alemão:  Wilhelm von Hirschau; c. 1030 – 5 de julho de 1091) foi um abade e reformador do monasticismo beneditino. Foi abade da Abadia de Hirsau, para a qual criou a "Constitutiones Hirsaugienses", uma regra baseada nos costumes de Cluny, e pai das "Reformas de Hirsau", que influenciou muitos mosteiros beneditinos no território da moderna Alemanha. Guilherme foi um aliado do papado durante a Controvérsia das investiduras. É considerado beato na Igreja Católica.

## Primeiros anos
Guilherme nasceu na Baviera, possivelmente por volta de 1030 e nada mais se sabe sobre suas origens. Como oblato encarregado aos cuidados dos beneditinos, foi educado como monge na Abadia de Santo Emerão, uma igreja privada do bispo de Ratisbona, onde foi aluno do famoso Otlo de Santo Emerão. Acredita-se geralmente que foi lá que Guilherme ficou amigo de Ulrico de Zell, outro grande reformador cluníaco e santo), uma amizade que duraria até o fim de sua vida.

## Atividades seculares
Também na abadia, por volta de meados século XI, Guilherme escreveu tratados sobre astronomia e música, disciplinas tradicionais do quadrivium e seu conhecimento era considerado insuperável em sua época.
No campo da astronomia, construiu diversos instrumentos, incluindo o relógio de sol que mostrava as variações dos corpos celestes, solstícios, equinócios e outros fenômenos siderais. Seu famoso astrolábio de pedra ainda está em Ratisbona: com mais de 2,5 metros de altura, traz gravado na frente uma esfera astrolábica e no verso a figura de um homem observando o céu, que se presume ser o astrônomo e poeta grego Arato de Solos (século III a.C.).
Na música, além de ser considerado um músico habilidoso, fez várias melhorias no desenho da flauta.

## Período como abade
Em 1069, Guilherme foi convocado à Abadia de Hirsau como sucessor eleito do deposto abade Frederico. Lá, tomou imediatamente o controle da administração do mosteiro, mas se recusou a aceitar a benção abacial antes da morte de seu predecessor, injustamente deposto, em 1071.
Em seus primeiros anos no cargo, perseguiu o objetivo de tornar a abadia independente dos poderes seculares baseando-se nas reformas já implementadas na Abadia de Gorze, no Ducado da Lorena, e em Cluny.
Esta política rapidamente o colocou em conflito com os poderosos abades leigos de Hirsau, os condes de Calw. Um mandado do imperador Henrique IV, provavelmente emitido logo depois de 1070, apesar de criar uma importante ligação entre a abadia e a monarquia, confirmou o status de Hirsau como um mosteiro privado dos condes. Porémm, um privilégio do papa Gregório VII, emitido entre 1073 e 1075, colocou Hirsau sob proteção do papa.
Guilherme prevaleceu no final contra o conde Adalberto II de Calw, que renunciou ao seu cargo de abade leigo da abadia. Henrique IV imediatamente colocou a comunidade sob sua proteção, mas não transformou Hirsau numa abadia imperial, que respondia diretamente ao monarca (reichsunmittelbar). O conde recebeu, por concessão real, o vogtei da abadia, que, por título de 9 de outubro de 1075 (o chamado "Hirsauer Formular", recebeu a "completa liberdade do mosteiro", que incluía a liberdade para eleger e investir um abade ou eleger e despedir um vogt, embora a escolha dos candidatos para esta última posição ainda estivesse restrita à linhagem do fundador.
Em 1075, Guilherme foi a Roma para obter a confirmação papal para a isenção de Hirsau. Na ocasião, conheceu Gregório VII, com quem compartilhava o desejo reformista, e tornou-se um ardoroso defensor do papado contra Henrique IV na Controvérsia das investiduras.

## Reformas de Hirsau

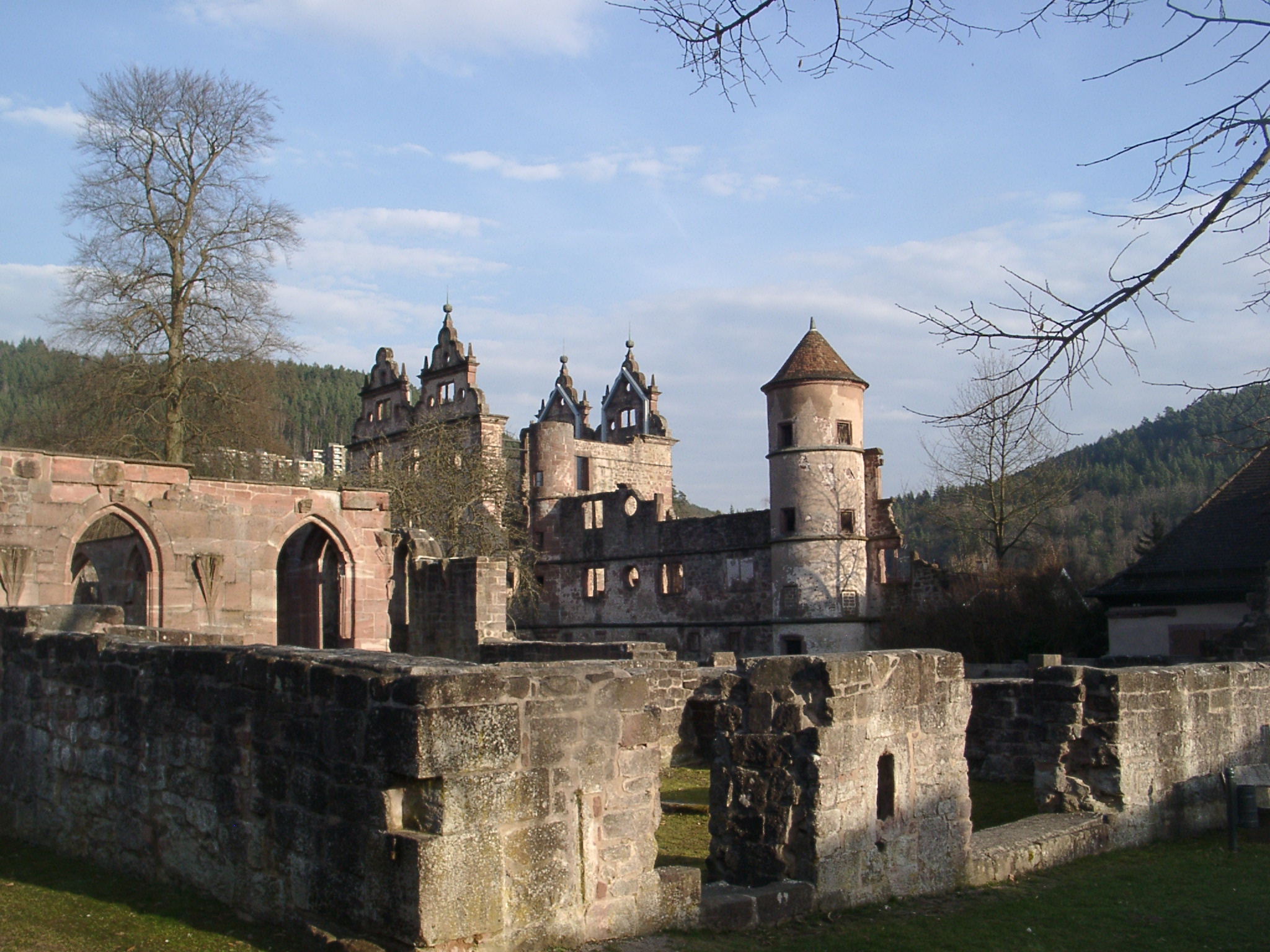
Abadia de Hirsau, onde Guilherme foi abade.

Foi neste contexto que Guilherme introduziu em Hirsau, em algum momento antes de 1079, diversas reformas baseadas nas reformas cluníacas, nas quais se baseou para escrever sua magnum opus, Constitutiones Hirsaugienses ("Costumes de Hirsau"), que depois se disseminou rapidamente como resultado das Reformas de Hirsau, que tinham como base a disciplina e a obediência, punições severas aos infratores e uma contínua supervisão dos monges.
Em paralelo, Guilherme entendeu que era necessário, para conseguir controlar de alguma forma o grande número de leigos que visitavam Hirsau, criar a função dos "conversi" (conhecidos ainda como "fratres laici", "barbati" ou "exteriores") nos mosteiros beneditinos alemães. Antes disto, havia certamente servos nos mosteiros, mas não viviam lá, não vestiam roupas específicas e não faziam votos.
A despeito da — ou, precisamente por conta da — estrita disciplina monástica e piedade asceta que Guilherme trouxe de Cluny, pouco usuais na região na época, Hirsau tornou-se uma opção muito atrativa: o número de monges cresceu de 15 para 150. Por causa deste aumento de popularidade, o mosteiro existente (dedicado a Santo Aurélio), se mostrou pequeno demais e a comunidade se reassentou do outro lado do rio Nagold. Lá, em algum momento depois de 1083, foi construído o maior complexo monástico da Alemanha na época, com sua igreja românica dedicada a São Pedro.
Os esforços de Guilherme não se limitaram a Hirsau. Muitos mosteiros, talvez 200, tanto recém fundados quanto os há muito estabelecidos, abraçaram as "Reformas de Hirsau". Entre as novas abadias, fundadas por monges de Hirsau, estão Zwiefalten, Blaubeuren, São Pedro na Floresta Negra e São Jorge na Floresta Negra na Suábia, e Reinhardsbrunn na Turíngia. Entre os mosteiros já existentes que aceitaram os termos da reforma estão Petershausen, perto de  Konstanz, Schaffhausen, Comburg e a Abadia de São Pedro em Erfurt. Finalmente, há os priorados como Reichenbach em Baden-Württemberg, Schönrain na Francônia e Fischbachau na Baviera.
Finalmente, Guilherme instituiu o uso de uma versão padrão da Vulgata feita para uso em todos mosteiros reformados.

## Influência e legado
A apoio às reformas veio principalmente da Suábia e da Francônia, com uma adesão menor na Alemanha central e oriental. A disseminação das reformas estava diretamente relacionada à reputação que Guilherme havia adquirido por conta da propaganda político-eclesiásticas durante a Controvérsia das investiduras, que o representava como sendo o principal aliado de Gregório na Alemanha e na Suábia. Guilherme era ainda aliado dos anti-reis Rodolfo da Suábia (r. 1077–1080) e Hermano de Luxemburgo (r. 1081–1088), conde de Salm. Entre outras coisas, a tenacidade do partido gregoriano no sudoeste da Alemanha, era resultado direto do trabalho de Guilherme, que nada tinha a ver com a reputação da Abadia de Hirsau entre os reformadores eclesiásticos. Quando Guilherme morreu, em 5 de julho de 1091, o partido reformador na região perdeu, juntamente com seu maior campeão, o ímpeto.
Sia vida foi relatada na obra conhecida como "Vita Willihelmi abbatis Hirsaugiensis". Em diversos martirológios, sua festa litúrgica é indicada como sendo em 4 ou 5 de julho.